# KRTAP19-3
KRTAP19-3 (англ. Keratin associated protein 19-3) – білок, який кодується однойменним геном, розташованим у людей на довгому плечі 21-ї хромосоми. Довжина поліпептидного ланцюга білка становить 81 амінокислот, а молекулярна маса — 8 247.
| 10         |  | 20         |  | 30         |  | 40         |  | 50         |
| ---------- |  | ---------- |  | ---------- |  | ---------- |  | ---------- |
| MSYYGSYYGG |  | LGYGCGGFGG |  | LGYGYGCGCG |  | SFRRLGSGCG |  | YGGYGYGSGF |
| GGYGYGSGFG |  | GYGYGCYRPS |  | YYGGYGFSGF |  | Y          |  |            |

C: Цистеїн

F: Фенілаланін

G: Гліцин

L: Лейцин

M: Метіонін

P: Пролін

R: Аргінін

S: Серин